# Gonatophragmiella didymospora
Gonatophragmiella didymospora är en svampart som beskrevs av R. Kumar, A.N. Rai & Kamal 1994. Gonatophragmiella didymospora ingår i släktet Gonatophragmiella, divisionen sporsäcksvampar och riket svampar.   Inga underarter finns listade i Catalogue of Life.